# Жанибек-хан (Казахское ханство)
Жанибек-хан (Абу Саид, каз. Жәнібек хан / Jänıbek han) (1428—1480) — сын Барак-хана, а также правнук Урус-хана. Вместе с Керей-ханом основали Казахское ханство захватив власть в Шибанидском улусе после смерти Абу-л-хаира. Именовался ханом, но не являлся единовластным верховным правителем. Судя по косвенным указаниям, Джанибек хан погиб гораздо раньше Керей хана.

## Упоминание
Самое раннее упоминание Джанибек хана относится к XV веку в рукописи «Таварих Гузида Нусрат наме»: «И у Барак хана было четыре сына. Их имена — Мир-Сайид, Мир-Касим, Абу-Саид и Джанибек-хан».

## Биография
В настоящее время существует две версии происхождения династии первых казахских ханов. По одной из них они происходили из дома Орда-Эджена, по другой — они являлись потомками тринадцатого сына Джучи-хана — Тука-Тимура. Например, Абу-л-Гази в своей родословной пишет:
У Чингиз-хана сын Джучи-хан, его сын Тукай-Тимур, его сын Уз-Тимур, его сын Ходжа, его сын Бадакул-углан, его сын Урус-хан, его сын Коирчак-хан, его сын Барак-хан, его сын Абу-Саид по прозванию Джанибек-хан. У этого было девять сынов в таком порядке: Иранджи, Махмуд, Касим, за ним следовали Итик, Джаниш, Канабар, Тениш, Усук, Джуак.
Махмуд ибн Вали в «Бахр ал-асрар» также называет Керея (Гирея) и Жанибека потомками Тука-Тимура:
Некоторые из потомков Тукай-Тимур-хана, например Кирей-хан и Джанибек-хан, имена отцов которых будут подробно упомянуты в перечне имён хаканов [происходящих от] Тукай-Тимура, вышли из круга подчинения и повиновения [и] предпочли покинуть родину.
В 1459 - 60-х  годах часть кочевого населения во главе с султанами Жанибеком и Кереем (Гиреем) отделилась от правившего в Дешт-и-Кыпчаке шайбанида Абу-л-хайра и откочевала в Западный Могулистан, Хан Могулистана - Есен - буга, предоставил территории около Чу и Козы-Баши. Хан Могулистана вступил в союз с ними, рассчитывая на их поддержку в борьбе со своими противниками. Около 200 тысяч кочевников, страдавших от бесконечных феодальных усобиц и войн, сгруппировались вокруг Жанибек-хана и Керей-хана, власть которых настолько окрепла, что вызвала опасение у Абу-л-хаира, предпринявшего в 1468 году военный поход в Могулистан, но скоропостижно умершего в пути. Откочёвка казахов Керея и Жанибека явилась важным звеном в цепи событий, способствоваших образованию Казахского ханства. Первое упоминание об откочёвке встречается в фундаментальном труде по средневековой истории Центральной Азии и Казахстана - книге «Тарих-и-Рашиди» историка, военачальника, правителя Мирзы Мухаммада Хайдара Дулати, откуда оно перешло во многие другие произведения («Хабиб ас-сийар» Хондемира, «Хафт Иклим» Амин Ахмада рази, «Бахр ал-асрар» Махмуда ибн Вали и другие). Мирза Мухаммад Хайдар Дулати в «Тарих-и-Рашиди» пишет:
В то время в Дашт-и-Кипчаке владычествовал Абу-л-Хайр-хан. Он причинял много беспокойства султанам джучидского происхождения. Джанибек-хан и Кирай-хан бежали от него в Могулистан. Исан-Буга-хан охотно принял их и предоставил им округ Чу и Козы-Баши, который составляет западную окраину Могулистана. В то время, как они благоденствовали там, узбекский улус после смерти Абу-л-Хайр-хана пришёл в расстройство; [в нём] начались большие неурядицы. Большая часть [его подданных] откочевала к Кирай-хану и Джанибек-хану, так что число [собравшихся] около них [людей] достигло двухсот тысяч человек. За ними утвердилось название узбеки-казахи [узбак-казак]. Начало правления казахских султанов с восемьсот семидесятого года, а Аллах лучше знает.
Среди аргынов существует предание, что самыми приближенными лицами Абу-л-хайра были Кобланды-батыр из рода кара-кыпчак и Даирходжа, прозванный Ак-Жолом, из рода аргын. Соперничество их окончилось убиением Даирходжи (Ак-Жола) кыпчаком Кобланды. Аргыны потребовали от Абу-л-хайра выдачи Кобланды; хан отказал в их просьбе. Тогда аргыны (и Кереи) во главе с султанами Жанибеком и Кереем оставили Абу-л-хайра и ушли на восток.
В 1468 году Абу-л-хаир скончался, и верховную власть унаследовал его сын Шайх-Хайдар, а все противники Абу-л-Хайра объединились и начали против него активную борьбу, в связи с чем правление Шейх-Хайдар-хана было недолгим. После убийства в 1471 году Шейх-Хайдара Сибирским ханом Ибаком верховную власть в восточном Деште получил Керей, который назначил правителем западного крыла своего троюродного брата  -  Жанибека. Жанибек сделал своей ставкой город Сарайчик, расположенный в нижнем течении Яика, то есть в центре кочевий мангытов. Он сделал лидера мангытов Мусу своим беклярбеком. Вместе с Жанибеком в Западный Казахстан (в современном смысле) откочевали и подчинённые ему казахи. Однако в 1482 году когда скончался Керей хан.  После смерти Жанибека в 1480 году, ногайцы не пожелали подчиниться Бурундук хану и Ногайская орда стала независимой от Казахской. В это время к казахам примыкало всё больше людей, их численность росла, параллельно расширялся район их кочевий. Численность их сторонников достигла 200 тысяч человек.
Благодаря их откочёвке сформировалось современное название казахской народности, с конца XV века термин «қазақ» (казах) приобретает политический характер, употребляясь для обозначения отдельных феодальных владений, созданных Кереем и Жанибеком, а с начала XVI века, после откочёвки части племён с современной территории Казахстана во главе с Шейбани-ханом в Мавераннахр термин «қазақ» начинает приобретать этнический характер.
В научной литературе отсутствует единое мнение по поводу откочёвки Керея и Жанибека, а также по вопросам места и возникновения Казахского ханства. Так, ряд авторов писали, что Казахское ханство образовалось на рубеже XV−XVI веков, что откочёвка Керея и Жанибека и выделение ряда феодальных владений под их руководством являлась лишь эпизодом в формировании Казахского ханства.
Сведений о деятельности Жанибек-хана по развитию своей власти в Казахском ханстве, о последнем периоде его жизни и смерти нет.

## Борьба за независимость Казахского ханства
После смерти Абу-л-хайра в 1468 году, во время его похода в Моголистан, с целью наказать Керея и Жанибека, последние включились в борьбу против Шибанидов в восточном Дешт-и-Кыпчаке. После гибели Абу-л-Хаир хана, кочевники присоединились к стороне казахских ханов, и общая численность населения увеличилась до более чем 200 тысяч человек.
Практически сразу после ухода из жизни Абу-л-хайр-хана, лидеры Казахского ханства начали активные усилия по расширению государственных территорий на запад, имея, по мнению того времени, законное право на это. Это представляло собой стремление к объединению всех казахских племен в борьбе за восстановление власти потомков Урус-хана над народами Восточного Дешт-и-Кипчака.
Отношения казахских ханов с Шейбанидами за XV век, описываются в качестве борьбы за Восточный Дешт-и-кипчак, в том числе и за Присырдарьинские города. Эту борьбу можно подразделить на несколько этапов, а именно то, что перевес сил все время сходился с одной стороны на другую.
Керей и Жанибек сконцентрировали свои силы в Туркестане, а именно на захвате городов. К зиме 1470 года, казахи значительно продвинулись к Туркестану. Махмуд султан занял в предгорьях Алатау Сузак, а Иренджи-султан взял Сауран. Сам же Керей подступил к Туркестану. Пассивность шибанидов по распространению власти над городами, позволило казахским ханам активизировать свои действия и перейти в наступление, принеся больше результата, нежели грабительские набеги Мухаммада Шайбани на казахские улусы. Они осознавали значение этого района для укрепления своей власти во всем Восточном Дашт-и-Кипчаке и решили не допустить Шайбанидов утвердиться в южных городах Казахстана.
В 1471 году Шейх-Хайдар-хан был убит в ходе многочисленных сражений против Джучидов Сайидака, Ахмада, Ибака, Жанибек-хана и мангытских эмиров.

## Сыновья
1. Иренджи (Еренши, Жиренше) — властитель Саурана в 1470-е годы. По сообщениям средневековых источников, успешно противостоял попыткам узбекского хана Мухаммеда Шейбани захватить Сауран и другие города Туркестана[17].
2. Махмуд (ум. 1476) — правитель Сузака. Как и Иренджи, принимал участие в обороне сырдарьинских земель от узбекских войск.
3. Касым (1445/1455 — 1521) — казахский хан, при котором государство достигло наивысшего расцвета.
4. Адик    (после 1445 — после 1503) — активный участник походов Бурундук-хана против Шибанидов.
5. Джаниш (Жаныш) (1453 — после 1513) — также участник борьбы с шибанидами.
6. Канбар (Канабар) — единоутробный брат Касыма. Всю жизнь провёл в авангарде войска будущего хана[18].
7. Таниш (Тыныш, Тиниш, Биниш) (1453 — после 1513) — известен тем, что потерпел крупное поражение от войск Мухаммеда Шейбани.
8. Узек (Усек. Усен, Уснак) — сведений из его биографии не сохранилось[18].
9. Жадик (Джадик) (ум. 1520-е) — участник борьбы с Ногайской Ордой.

## Память
В Астане в 2010 году появился памятник ханам Керею и Жанибеку скульптора Рената Абенова. Общая высота памятника от основания до венца знамени составляет 12 метров, высота фигуры Жанибек-хана в полный рост — 5,25 метра.